# Голяма европейска яйцевидна граховка
Pisidium amnicum е вид много малка сладководна мида от семейство Сфериди (Sphaeriidae).

## Разпространение
Видът е разпространен в Палеарктика. Внесен е в Североизточна Северна Америка. Среща се в Чехия, Словакия, Германия, Дания, Финландия, Исландия, Норвегия, Швеция, Великобритания и Ирландия.